# Ekkehard II
Ekkehard II (zis și Palatinus - omul de curte) (d. 23 aprilie, 990) a fost un călugăr al mânăstirii St. Gallen, care a ajuns să aibă o poziție însemnată, întâî la curtea ducesei Hadwiga de Suabia, iar mai târziu la curtea împăratului Otto I.